# Сазанович, Елена Ивановна
Еле́на Ива́новна Сазано́вич (род. 9 мая 1969, Гродно, Белорусская ССР) — российская писательница, драматург и сценаристка, член Общественного совета журнала «Юность», главный редактор международного аналитического журнала «Геополитика», член Союза писателей России, политический аналитик. Окончила факультет журналистики Белорусского государственного университета (Минск) и сценарный факультет ВГИКа им. С. А. Герасимова (Москва). Живёт и работает в Москве.

## Творчество

Елена Сазанович в Праге в 2006 году

1990 г. — журнал «Юность» опубликовал повесть «Прекрасная мельничиха», сразу ставшую лауреатом ежегодной литературной премии имени Бориса Полевого.

1991 г. — журнал «Юность» (№ 5) опубликовал повесть «Тристана».

1993 г. — журнал «Юность» (№ 3) опубликовал повесть «Я слушаю, Лина…».

1994 г. — журнал «Юность» (№ 5) опубликовал повесть «Маринисты».

1994 г. — международный литературный журнал «TRAFIKA», издающийся в Праге и Нью-Йорке на английском языке, опубликовал повесть «Прекрасная мельничиха» (The Beautiful Maiden of the Mill), которая стала лауреатом ежегодной премии «TRAFIKA».

1995 г. — латвийский журнал «Даугава» напечатал повесть «Циркачка или Страна желтых одуванчиков», которая в следующем году номинировалась на международную литературную премию «Букер».

1995 г. — в журнале «Юность» (№ 3) опубликована повесть «Это будет вчера…».

1996 г. — в журнале «Юность» (№ 4-6) опубликован психологический детективный роман «Все дурное в ночи» (журнальный вариант).

1996 г. — издательство «Локид» (Москва) в серии «Современный российский детектив» выпустило психологический детективный роман «Смертоносная чаша» (в журнальном варианте — «Всё дурное в ночи»).

1997 г. — в журнале «Юность» (№ 6) опубликована повесть «Предпоследний день грусти».

1997 г. — в литературной альманахе «Брызги шампанского» (№ 2, Москва) опубликована повесть «Улица Вечерних услад» (журнальный вариант).

1998 г. — в журнале «Юность» (№ 6) опубликована повесть «Нечаянная мелодия ночи».

1998 г. — в литературной альманахе «Брызги шампанского» (№ 3, Москва) опубликована повесть «Предпоследний день грусти» (журнальный вариант).

1998 г. — издательство «Эксмо» (Москва) выпустило двухтомник повестей и романов «Улица Вечерних услад» («Улица Вечерних услад», «Я слушаю, Лина…», «Маринисты», «Сад для бегонии») и «Предпоследний день грусти» («Предпоследний день грусти», «Несыгранная мелодия ночи», «Циркачка», «Это будет вчера»), которые продолжили серию «Очарованная душа», открытую произведениями Франсуазы Саган.

1999 г. — известное немецкое издательство Еrnst Klett Verlag выпустило отдельной книгой повесть «Я слушаю, Лина…» в серии «Книга для чтения», предназначенной для изучающих русский язык в колледжах Германии, Австрии и Швейцарии.

2002 г. — издательство «Вече» выпустило психологический детективный роман «Город призраков», а альманах «Подвиг» — журнальный вариант романа «Смертоносная чаша».

2002 г. — в журнале «Юность» (№ 3,4,6) опубликован роман «Солдаты последней войны».

2003 г. — повесть «Нечаянная мелодия ночи» опубликовала «Роман-газета».

2004—2005 гг. — по повести «Я слушаю, Лина…» сняты два художественных фильма: «Неуправляемый занос» (режиссёр Георгий Шенгелия, московская киностудия «Центр национального фильма») и «Пока я с тобой» (режиссёр Владимир Ковалев, Одесская киностудия).

2006 г. — в литературном альманахе «Подвиг» (№ 11) в журнальном варианте вышел роман «Перевёрнутый мир» (первая часть трилогии «Иная судьба»). (Рецензии: «Литературная газета» (№ 9, 7.03.2007), «Литературная Россия» (№ 11, 16.03.2007), «Московская правда» (№ 64, 27.03.2007), «Слово» (№ 11, 29.03.2007 и № 27, 13.07.2007), Интернет-сайт «Кремль.org» (02.04.2007) и др.).

2007 г. — пьеса «Аукцион» вошла в десятку лучших драматургического конкурса «Действующие лица».

В этом году «НГ EXLIBRIS» опубликовало статью «Елена Сазанович Прекрасная!» («НГ EXLIBRIS», приложение «Независимой газеты»), в которой, в частности, отметило: «Елена Сазанович пишет о любви, что по нынешним временам, так скажем, немодно. Даже неприлично (если речь не о „лавбургерах“ с грифами „для одиноких москвичек“). Любовь — это моветон. Любовь — это ЖП. Любовь — это для невежд и домохозяек. Настоящая Литература — она ведь умная, всегда о другом. Не о любви, нет-нет. А если даже и „да“, то „в ином масштабе“. Новые „Алые паруса“ невозможны, не так ли, читатель? И все-таки Сазанович перекликается с Грином. А ещё — с Андерсеном: „Сильнее, чем она есть, я не могу её сделать. Неужто ты сам не видишь, как велика её сила? Подумай, ведь ей служат и люди, и животные! Она босиком обошла полсвета! И эта сила скрыта в её сердце“ — именно так писал великий сказочник о силе любви. И именно эта сила движет персонажами Сазанович. Которой наплевать на моду и „гендерные стандарты“… Её не интересует, так скажем, „мировой масштаб“. Ей вполне достаточно всего лишь чувства, которое „движет миром“. Она не делает — не считает нужным? не может? — тех или иных обобщений, каждый раз заново изобретая „любовный велосипед“. Ей для реализации замысла вполне достаточно материала, называемого душевными движениями лирической героини. Или героя…».

2008 г. — в литературном альманахе «Подвиг» (№ 11) в журнальном варианте опубликован остросюжетный психологический роман «Всё хоккей!» (из трилогии «Иная судьба»). (Рецензии: «Литературная Россия» (№ 46, 14.11.2008), «Слово» (№ 44, 28.11.2008) и др.).

2010 г. — журнал «Юность» опубликовал полный вариант остросюжетного психологического романа «Всё хоккей!» (из трилогии «Иная судьба»).

2010 г. — литературный альманах «Подвиг» (№ 6) опубликовал журнальный вариант остросюжетного психологического романа «Гайдебуровский старик» (из трилогии «Иная судьба») (Рецензии: газета «Слово», 01.10.2010 и др.).

2011 г. — пьесу «Аукцион» поставили в театре г. Бердска (режиссёр Роман Мотылюк).

2012 г. — журнал «Юность» (№ 01-06) опубликовал полный вариант остросюжетного психологического романа «Гайдебуровский старик» (из трилогии «Иная судьба»), завершающую часть трилогии «Иная судьба» (роман стал лауреатом премии журнала «Юность» имени Валентина Катаева в номинации «Проза» по итогам 2012 года).

2013 г. — в журнале «Юность» (№ 01-06) опубликован полный вариант остросюжетного психологического романа «Перевёрнутый мир» (из трилогии «Иная судьба»).

2014 г. — в сборнике «Московский год прозы—2014», изданный «Литературной газетой» и ИПО «У Никитских ворот», опубликован рассказ «Васильки на Тверской» (отрывок из романа «Солдаты последней войны»).

2019 г. — вышел сборник эссе «Писатели, которые потрясли мир» (Москва, «Издательские решения»), составленный из материалов авторской рубрики «100 книг, которые потрясли мир» в журнале «Юность». (Рецензия «Просто и не просто, но очень увлекательно» в «Литературной газете» и других изданиях).

2019 г. — приложение «Независимой газеты» «НГ EXLIBRIS» опубликовало интервью с Еленой Сазанович «Быть сумасшедшим, зато — свободным» (18.04.2019)), перепечатанное другими изданиями).

2019 г. — «Литературная газета» в рубрике «Портфель ЛГ» (№ 27, 02.07.2019) опубликовала отрывок из нового романа «Убить Гиппократа» (как отмечено в аннотации к публикации, роман о современном глобальном мире и методах управления им, об известной конспирологической теории «золотого миллиарда» и путях её воплощения в реальность, о манипуляциях сознанием людей, их жизнями и судьбами)..

2020 г. — журнал «Нева» опубликовал рецензию «Потрясающая книга о потрясших мир» на сборник эссе Елены Сазанович «Писатели, которые потрясли мир»..

2020 г. — журнальный вариант романа «Убить Гиппократа» опубликован в литературном альманахе «Подвиг»..

2021 г. — журнал «Юность» в сентябрьском номере (№ 9) опубликовал сказку в стихах «Сказ, как воротилась рыбка золотая».

2022 г. — в январе роман «Убить Гиппократа» вышел в серии «Проза нового века» издательства «Вече»..

2023 г. — журнал «Юность» в июньском номере (№ 6) опубликовал рассказ «В воздушных кавычках».

Елена Сазанович — автор ряда рассказов, новелл и эссе, опубликованных в российских и зарубежных изданиях, а также нескольких литературно-публицистических проектов, в частности, в «Литературной газете» — еженедельная рубрика «SMS-календарь» (2007—2008 гг.), «По ком звонит колокол» (с декабря 2019 г. — по н.в.); и в «Юности» — ежемесячная рубрика «100 книг, которые потрясли мир» (сентябрь 2012 г. — декабрь 2017 г.).

## «100 книг, которые потрясли мир» — авторская рубрика в «Юности» (IX. 2012 г. — XII. 2017 г.)
В сентябре 2012 г. в редакционной статье к открытию новой рубрики «100 книг, которые потрясли мир» в журнале «Юность» Елена Сазанович написала: «… „Юность“ открывает новую рубрику — „100 книг, которые потрясли мир“. Не только потому, что сейчас идут споры вокруг предложения Владимира Путина о списке 100 книг, которые должен прочитать каждый выпускник школы. Не только затем, чтобы выявить свои вкусы или чье-то безвкусие. И не потому, что в мире существует всего 100 книг, которые почитать ещё как стоит. Конечно, их гораздо, гораздо больше. Особенно на такой огромной планете и за столько великих или не очень веков. Но эту сотню книг почитать стоит — чтобы отблагодарить и время, и планету, которые породили великих писателей. И ещё — чтобы уважать себя. Учитывая, что время сейчас движется назад. Да и планета сжимается. А мы зачастую идем и против времени, и против планеты. И нас не хватает даже на 100 книг. А бывает, и на одну…».. Осенью 2014 года Елена Сазанович с авторским проектом «100 книг, которые потрясли мир» (журнал «Юность» 2012—2014 гг) стала победителем в основной номинации «Моя Россия» XIII Всероссийского конкурса СМИ «Патриот России-2014», а в 2016 году—победителем (золотая медаль и диплом) в номинации «Мы — россияне» XV Всероссийского конкурса СМИ «Патриот России-2016» на лучшее освещение в масс-медиа темы патриотического воспитания за серию эссе из рубрики «100 книг, которые потрясли мир» (журнал «Юность» 2015 г.) о знаменитых отечественных писателях и поэтах, их произведениях, прославивших нашу страну и воспитывающих у молодого читателя любовь к своей Родине, патриотизм, честность и честь.

В рубрике журнал «Юность» опубликовал следующие эссе: Жоржи Амаду. Мечты из песка (№ 09, 2012), Аркадий Петрович Гайдар. Военная тайна Мальчиша-Кибальчиша (№ 10, 2012), Александр Сергеевич Грибоедов. Горе от ума (№ 11, 2012), Александр Сергеевич Пушкин. Умная ненужность Евгения Онегина (№ 12, 2012), Джером Дэвид Сэлинджер. Над пропастью во ржи (№ 01, 2013), Александр Александрович Блок. И опять идут двенадцать (№ 02, 2013), Борис Николаевич Полевой. Повесть о настоящем человеке (№ 03, 2013), Николай Васильевич Гоголь. Живые и мертвые души (№ 04, 2013), Михаил Евграфович Салтыков-Щедрин. Сказки для детей изрядного возраста (№ 05, 2013), Эрих Мария Ремарк. Три товарища (№ 06, 2013), Михаил Юрьевич Лермонтов. Герой нашего времени (№ 07, 2013), Джордано Бруно. Изгнание торжествующего зверя (№ 08, 2013), Война и мир Льва Толстого (№ 09, 2013), Федор Михайлович Достоевский. Бесы (№ 10, 2013), Антон Павлович Чехов. Вишневый сад (№ 11, 2013), Жюль Верн. Двадцать тысяч лье под водой (№ 12, 2013), Николай Алексеевич Островский. Как закалялась сталь (№ 02, 2014), Виктор Гюго. Гаврош и отверженные (№ 03, 2014), Владимир Владимирович Маяковский. Стихи о советском паспорте (№ 04, 2014), Александр Александрович Фадеев. Молодая гвардия (№ 05, 2014), Валентин Петрович Катаев. Волны Чёрного моря Одессы (№ 06, 2014), Эрнест Хемингуэй. Праздник, который всегда с тобой (№ 07, 2014), Михаил Васильевич Ломоносов. Российская история (№ 08, 2014), Александр Грин. Алые паруса (№ 09, 2014), Этель Войнич. Овод (№ 10, 2014), Иван Александрович Гончаров. Обломов (№ 11, 2014), Фрэнсис Скотт Фицджеральд. Великий Гэтсби и американская трагедия (№ 12, 2014), Александр Николаевич Островский. Гроза (№ 01, 2015), Антуан де Сент-Экзюпери. Маленький принц и большая планета (№ 02, 2015), Максим Горький. На дне (№ 03, 2015), Николай Алексеевич Некрасов. Поэт и гражданин (№ 04, 2015), Уильям Шекспир. Вечные вопросы принца Гамлета (№ 05, 2015), Николай Гаврилович Чернышевский. Что делать? (№ 06, 2015), Теодор Драйзер. «Американская трагедия» американской мечты (№ 07, 2015), Денис Иванович Фонвизин. Недоросль (№ 08, 2015), Иоганн Вольфганг Гёте. Доктор Фауст и его сатана (№ 09, 2015), Сергей Александрович Есенин. Избранное избранного (№ 10, 2015), Елизавета Кузьмина-Караваева. От Руфи к Матери Марии (№ 12, 2015), Стефан Цвейг. Нетерпение сердца (№ 02, 2016), Иван Андреевич Крылов. Басни. Люди и звери (№ 04, 2016), Михаил Александрович Шолохов. Поднятая целина (№ 05, 2016), Марина Ивановна Цветаева. «Одна из всех — за всех — противу всех!..» (№ 08, 2016), Эрнст Теодор Амадей Гофман. «Золотой горшок»: сказка из новых времен" (№ 10, 2016), Иван Сергеевич Тургенев. «Отцы и дети» (№ 12, 2016), «Письмо великого писателя земли русской И. С. Тургенева журналу „Юность“ (№ 05, 2017), „Телеграмма в страну Паустовского“ (№ 06, 2017), „Чудики из страны Шукшина“ (№ 12, 2017)

## «Во все колокола» — авторская рубрика в «Литературной газете» (2019—2022 гг. — «По ком звонит колокол»)
- «Великий магнат» (эссе о Френсисе Скотте Фицджеральде, № 51, 18.12.2019)[61].
- «Избранный» (эссе о Сергее Александровиче Есенине, № 52, 25.12.2019)[62].
- «Горе уму» (эссе об Александре Сергеевиче Грибоедове, № 04, 28.01.2020)[63].
- «Неотверженный» (эссе о Викторе Гюго, № 07, 19.02.2020)[64].
- «Доктор Гёте» (эссе об Иоганне Вольфганге Гёте, № 11, 18.03.2020)[65].
- «Маленький принц и большая война» (эссе об Антуане де Сент-Экзюпери, № 17-18, 29.04.2020)[66].
- «Товарищ Ремарк» (эссе об Эрихе Мария Ремарке, № 25-26, 24.06.2020)[67].
- «Герой вне времени» (эссе о Михаиле Юрьевиче Лермонтове, № 31, 29.07.2020)[68].
- «Планета Гриневия» (эссе об Александре Грине, № 35, 02.09.2020)[69].
- «Противу всех!..» (эссе о Марине Ивановне Цветаевой, № 39, 30.09.2020)[70].
- «Между Богом и дьяволом» (эссе о Фёдоре Михайловиче Достоевском, № 44, 04.11.2020)[71].
- «Недоросли нашего времени» (эссе о Денисе Ивановиче Фонвизине, № 49, 09.12.2020)[72].
- «Пролетая над пропастью во ржи» (эссе о Джероме Дэвиде Сэлинджере, № 01-02, 13.01.2021)[73].
- «Двадцать тысяч лет над Землей» (эссе о Жюле Верне, № 10, 10.03.2021)[74].
- «Изгнанник с русскою душой» (эссе о Джордже Гордоне Байроне, № 17, 28.04.2021)[75].
- «Мастер» (эссе о Михаиле Афанасьевиче Булгакове, № 20, 19.05.2021)[76].
- «Гофманиада какая-то!» (эссе об Эрнсте Теодоре Амадее Гофмане, № 26, 30.06.2021)[77].
- «Самый потерянный» (эссе об Эрнесте Хемингуэйе, № 30, 28.07.2021)[78].
- „Прощай, Америка!» (эссе о Теодоре Драйзере, № 37, 15.09.2021)[79].
- «В окружении Штольцев» (эссе об Иване Александровиче Гончарове, № 44, 03.11.2021)[80].
- «Гражданином быть обязан» (эссе о Николае Алексеевиче Некрасове, № 49, 08.12.2021)[81].
- «Вице-Робеспьер» (эссе о Михаиле Евграфовиче Салтыкове-Щедрине, № 04, 26.01.2022)[82].
- «Нетерпение сердца» (эссе о Стефане Цвейге, № 08, 23.02.2022)[83].
- «Между живыми и мёртвыми» (эссе о Николае Васильевиче Гоголе, № 10, 09.03.2022)[84].
- «Человек-триумф» (эссе о Владимире Владимировиче Маяковском, № 15, 13.04.2022)[85].
- «Наше всё» (эссе об Александре Сергеевиче Пушкине, № 22, 01.06.2022)[86].
- «Настоящие» (эссе о Борисе Полевом, № 28, 13.07.2022)[87].
- «Амиго, компанеро, комраде» (эссе о Фиделе Кастро, № 32, 10.08.2022)[88].
- «Нюрнберг: окончание следует» (эссе о Международном военном трибунале в Нюрнберге, № 39, 28.09.2022)[89].
- «Ломающий системы и носы» (эссе о Михаиле Васильевиче Ломоносове, № 46, 16.11.2022)[90].
- «Рождённый бурей» (эссе о Николае Алексеевиче Островском, № 51, 21.12.2022)[91].
- «Шиллер Шекспирович Гёте» (эссе об Антоне Павловиче Чехове, № 03, 25.01.2023)[92].
- «Поднявший целину» (эссе о Михаиле Александровиче Шолохове, № 07, 22.02.2023)[93].
- «Буревестник» (эссе о Максиме Горьком, № 11, 22.03.2023)[94].
- «Драматургия судьбы» (эссе об Александре Николаевиче Островском, № 14, 12.04.2023)[95].
- «Войнич и её Эверест» (эссе об Этель Войнич, № 18, 10.05.2023)[96].
- «Лев» (эссе о Льве Николаевиче Толстом, 21.06.2023)[97].
- «Их всё» (эссе об Уильяме Шекспире, 27.07.2023)[98].
- «Капитан песка» (эссе о Жоржи Амаду, 9.08.2023)[99].
- «Великий и могучий» (эссе об Иване Сергеевиче Тургеневе, 7.09.2023)[100].
- «Мальчиш-Кибальчиш» (эссе об Аркадии Петровиче Гайдаре, 02.11.2023)[101].
- «Опять идут двенадцать» (эссе об Александре Александровиче Блоке, 09.12.2023)[102].
- «Мать Мария» (эссе об Елизавете Кузьминой-Караваевой, 21.12.2023)[103].
- «Одесский семицветик» (эссе о Валентине Петровиче Катаеве, 26.01.2024)[104].
- «Пламенный» (эссе о Джордано Бруно, 14.02.2024)[105].
- «Карбонарий» (эссе о Стендале, 27.03.2024)[106].
- «Американский диссидент» (эссе о Марке Твене, 17.04.2024)[107].
- «Советский романтик» (эссе о Константине Георгиевиче Паустовском, 29.05.2024)[108].
- «Час Тёркина» (эссе об Александре Трифоновиче Твардовском, 19.06.2024)[109].
- «Жил такой парень» (эссе о Василии Макаровиче Шукшине, 25.07.2024)[110].
- «Поединок с собой» (эссе об  Александре Ивановиче Куприне, 06.09.2024)[111].
- «Декабрист» (эссе о Кондратии Фёдоровиче Рылееве, 04.10.2024)[112].
- «Магус магнификус» (эссе о Корнее Ивановиче Чуковском, 01.11.2024)[113].
- «Политик и поэт» (эссе о Фёдоре Ивановиче Тютчеве, 05.12.2024)[114].
- «Врач человеческих душ» (эссе о Викентии Викентьевиче Вересаеве, 16.01.2025)[115].
- «Слон и моськи» (эссе о Иване Андреевиче Крылове, 13.02.2025)[116].
- «Комиссар» (эссе о Дмитрии Андреевиче Фурманове, 19.03.2025)[117].
- «Вперёдсмотрящий» (эссе об Эдуарде Аркадьевиче Асадове, 23.04.2025)[118].
- «Смерть после Победы» (эссе о Друниной Юлии Владимировне, 07.05.2025)[119].
- «Светлоидейный Светлов» (эссе о Светлове Михаиле Аркадьевиче, 18.06.2025)[120].

## Награды
2024 — лауреат литературной премии „Свой вариант“ Межрегионального союза писателей (Луганск)..

2023 — лауреат литературной премии „Свой вариант“ Межрегионального союза писателей (Луганск) за лучшую публикацию 2022 года на сайте „Свой вариант“..

2022 — роман „Убить Гиппократа“ вошёл в короткий список Международной премии имени Фазиля Искандера..

2019—2020 — лауреат литературной премии „Свой вариант“ Межрегионального союза писателей (Луганск), редакции сайта и альманаха „Свой вариант“.

2017 — лауреат (Золотой диплом) VIII Международного славянского литературного форума „Золотой Витязь“ — 2017 в номинации „Публицистика“ за серию эссе „100 книг, которые потрясли мир“ в журнале „Юность“ в 2015—2016 гг..

2017 — финалист II Международного литературного фестиваля-конкурса „Русский Гофман“ 2017 в номинации „Публицистика и эссеистика“ (за эссе „Сказки и времена Эрнста Теодора Амадея Гофмана“).

2017 — лауреат (III место) XVI Всероссийского конкурса „Патриот России-2017“ в номинации „Мы — россияне“ за серию эссе о великих писателях России в Интернет-издании „Красноярское время“.

2016 — победитель (золотая медаль и диплом) в номинации „Мы — россияне“ XV Всероссийского конкурса „Патриот России-2016“ на лучшее освещение в СМИ темы патриотического воспитания за серию эссе „100 книг, которые потрясли мир“ в журнале „Юность“ о знаменитых отечественных писателях и поэтах, их произведениях, прославивших нашу страну и воспитывающих у молодого читателя любовь к своей Родине, патриотизм, честность и честь.

2015 — лауреат основной номинации „Моя Россия“ XIV Всероссийского конкурса „Патриот России-2015“ на лучшее освещение в СМИ темы патриотического воспитания» за серию политических эссе в журнале «Геополитика» о проблемах искажения истории, попытках героизации нацизма и противодействии этому.

2014 — победитель в основной номинации «Моя Россия» во Всероссийском конкурсе СМИ «Патриот России»-2014 за авторский проект «100 книг, которые потрясли мир» (журнал «Юность» 2012—2014 гг).

2013 — лауреат премии журнала «Юность» имени Валентина Катаева в номинации «Проза» по итогам 2012 года за роман «Гайдебуровский старик».

2012 — лауреат премии «Новый век. 2012» Международного форума «Диалог цивилизаций и культур» за лучшее прозаическое произведение начала XXI столетия: за трилогию «Иная судьба» (романы «Перевёрнутый мир», «Всё хоккей!», «Гайдебуровский старик»).

2011 — победитель Всероссийского литературного конкурса имени Клавдии Холодовой (новеллы «Поликарпыч» и «Когда мы не любим» в номинации «Малая проза»).

2011 — роман «Гайдебуровский старик» получил диплом литературной премии имени Н. В. Гоголя в конкурсе Московской городской организации Союза писателей России и Союза писателей-переводчиков «Лучшая книга 2008—2010 годов»

2010 — номинант литературной премии «Ясная поляна».

2010 — «за верное служение художественному слову и подвижническую деятельность на ниве отечественной литературы» награждена дипломом литературно-общественной премии Союза писателей России «Светить всегда» и орденом «В. В. Маяковский».

2009 — награждена юбилейной медалью к 55-летию Союза писателей.

2008 — награждена золотой медалью с присвоением звания лауреата премии имени М. В. Ломоносова.

2006—2007 — наряду с другими писателями и деятелями культуры два года подряд представлена в альбоме-ежегоднике «Женщины Москвы»

1994 — лауреат премии международного литературного журнала «TRAFIKA» (Нью-Йорк — Прага)

1991 — лауреат литературной премии имени Бориса Полевого журнала «Юность».